# Claude Catala
Pour les articles homonymes, voir Catala.
 (juillet 2024).
La mise en forme du texte ne suit pas les recommandations de Wikipédia : il faut le « wikifier ».
Les points d'amélioration suivants sont les cas les plus fréquents. Le détail des points à revoir est peut-être précisé sur la page de discussion.
- Les titres sont pré-formatés par le logiciel. Ils ne sont ni en capitales, ni en gras.
- Le texte ne doit pas être écrit en capitales (les noms de famille non plus), ni en gras, ni en italique, ni en « petit »…
- Le gras n'est utilisé que pour surligner le titre de l'article dans l'introduction, une seule fois.
- L'italique est rarement utilisé : mots en langue étrangère, titres d'œuvres, noms de bateaux, etc.
- Les citations ne sont pas en italique mais en corps de texte normal. Elles sont entourées par des guillemets français : « et ».
- Les listes à puces sont à éviter, des paragraphes rédigés étant largement préférés. Les tableaux sont à réserver à la présentation de données structurées (résultats, etc.).
- Les appels de note de bas de page (petits chiffres en exposant, introduits par l'outil «  Source ») sont à placer entre la fin de phrase et le point final[comme ça].
- Les liens internes (vers d'autres articles de Wikipédia) sont à choisir avec parcimonie. Créez des liens vers des articles approfondissant le sujet. Les termes génériques sans rapport avec le sujet sont à éviter, ainsi que les répétitions de liens vers un même terme.
- Les liens externes sont à placer uniquement dans une section « Liens externes », à la fin de l'article. Ces liens sont à choisir avec parcimonie suivant les règles définies. Si un lien sert de source à l'article, son insertion dans le texte est à faire par les notes de bas de page.
- La présentation des références doit suivre les conventions bibliographiques. Il est recommandé d'utiliser les modèles {{Ouvrage}}, {{Chapitre}}, {{Article}}, {{Lien web}} et/ou {{Bibliographie}}. Le mode d'édition visuel peut mettre en forme automatiquement les références.
- Insérer une infobox (cadre d'informations à droite) n'est pas obligatoire pour parachever la mise en page.

Pour une aide détaillée, merci de consulter Aide:Wikification.
Si vous pensez que ces points ont été résolus, vous pouvez retirer ce bandeau et améliorer la mise en forme d'un autre article.
Claude Catala est un astrophysicien français, président de l’Observatoire de Paris de 2011 à 2020,,, et président du Sénat académique de l'Université Paris Sciences et Lettres (PSL) depuis janvier 2021. 

## Formation et carrière
Claude Catala est diplômé de l’École polytechnique (X1977) et docteur d’État en astrophysique (1987). 
Il est directeur adjoint du laboratoire d’astrophysique de Toulouse au sein de l’Observatoire Midi-Pyrénées (OMP), de 1999 à 2001 et préside le programme national de physique stellaire à l’Institut national des sciences de l'univers (INSU) entre 1999 et 2003.

## Contributions scientifiques
Claude Catala est impliqué dans de grands projets spatiaux internationaux dès 1993. Il joue un rôle clé dans la mission CoRoT, axée sur la recherche d’exoplanètes et l’étude de la structure interne des étoiles par analyse de leurs oscillations. 
Entre 2007 et 2013, il est le responsable scientifique de la mission PLATO, de l’Agence spatiale européenne (ESA), destinée à la recherche d’exoplanètes et à l'astérosismologie.

## Postes et responsabilités
Claude Catala est conseiller scientifique sur les questions d’astronomie à la Direction de la stratégie de la recherche et de l’innovation du ministère de l’Enseignement supérieur et de la Recherche (MENESR) de 2005 à 2011. 
En février 2011, il devient président de l’Observatoire de Paris, un poste qu'il occupe jusqu'en 2020. 
Depuis janvier 2021, il est président du Sénat académique de PSL.

## Prix et distinctions
- Prix jeune chercheur de la SF2A en 1990[13].
- Prix Deslandres en 2008[14].
- Chevalier de la Légion d'honneur en 2014[15].